# رون سميث (لاعب كرة قدم أمريكية)
رون سميث (بالإنجليزية: Ron Smith) هو لاعب كرة قدم أمريكية أمريكي، ولد في 20 نوفمبر 1956 في ليكلاند في الولايات المتحدة.

## وصلات خارجية
- رون سميث على موقع مرجع كرة القدم المحترفة.كوم (الإنجليزية)